# حبيل السبت (لحج)
حبيل السبت هي إحدى قرى الجمهورية اليمنية. تتبع جغرافيا لمحافظة لحج و إداريًا لمديرية طور الباحة. يبلغ تعداد سكانها 974 نسمة حسب الإحصاء الذي أجري عام 2004.